# Кальманович, Самуил Еремеевич
Самуил Еремеевич Кальманович (июнь 1858 — 7 июня 1939) — присяжный поверенный и общественный деятель.

## Биография
Родился в 1858 году. Девятнадцать лет пробыл в звании помощника присяжного поверенного вследствие запретительного указа от 18 ноября 1889 года «О порядке принятия в число присяжных и частных поверенных лиц нехристианских вероисповеданий». Продолжительная адвокатская практика в Саратове создала ему популярное имя в приволжских губерниях. Участвовал во многих политических процессах и защищал интересы пострадавших в делах о кишинёвском, гомельском и киевском погромах. В 1888 году по предложению доктора Л. С. Пинскера был послан одесским палестинским кружком в Константинополь для выяснения политических условий тогдашней еврейской эмиграции. После разгрома черносотенцами его квартиры в Саратове на два года уехал за границу.
В декабре 1905 — начале 1906 года после приезда в Тамбов для защиты эсеров Максима Катина и Ивана Кузнецова, убивших Тамбовского вице-губернатора Н. Е. Богдановича, Кальманович был арестован прямо в здании суда. Вопрос об аресте защитника на заседании суда был поднят в Государственной думе. На него министр Дурново ответил, что «когда в доме пожар, то не жалеют стекол». Кальманович провёл в заключении более месяца. Этот эпизод создал ему большую известность в революционных кругах.
Поселившись в Петербурге, стал принимать более близкое участие в еврейских общественных делах.
Масон, посвящён в мае 1908 года в петербургской ложе «Полярная звезда», созданной Великим востоком Франции. В 1911 году был избран в члены комитета общества распространения просвещения между евреями в России. В 1912—1916 годах работал присяжным стряпчим при С.-Петербургском коммерческом суде.

### Участие в известных процессах
В 1903 году в Одессе защищал Марию Школьник и её товарищей.
В 1909 году Кальмановичу, защищавшему И. Е. Пьяных на процессе по делу Щигровском крестьянском союзе, удалось добиться смягчения его участи. После смертного приговора Пьяных Кальмонович дал телеграмму Шингарёву. Шингарёв сумел добиться встречи со Столыпиным. После часовой беседы Столыпин согласился ознакомиться с делом, и смертная казнь Пьяных была заменена пожизненной каторгой.
В 1910 году защищал эсера, тайного агента охранного отделения А. А. Петрова, убившего полковника С. Г. Карпова.

### В советское время
В начале 1920-х годов жил в Эстонии. Был включён в Комиссию по составлению проекта Гражданского уложения Эстонской Республики, читал лекции на юридических курсах, организованных Министерством юстиции, консультировал торгпреда РСФСР в Эстонии Г. А. Соломона. Из Эстонии переехал в Берлин, откуда в 1924 году вернулся в СССР.
Написал воспоминания «Царская расправа».
В июне 1930 года вместе с группой юристов (П. Н. Малянтович, Н. К. Муравьев) обратился в ОГПУ с письмом в защиту арестованного бывшего саратовского адвоката Б. Б. Арапова. Через два месяца сам был арестован, проходил по «делу меньшевиков», освобождён в апреле 1931 года «в связи с отсутствием состава преступления».
В конце 1934 года участвовал в вечерах памяти адвоката А. С. Зарудного.
Скончался в 1939 году в Москве.

## Семья
- Жена — Кальманович, Анна Андреевна (ум. 16 (17). 11. 1920, Таллин)[4], публицистка и феминистка.
  - Дочь — Эмилия Самуиловна Кальманович (Кальма), эмигрантская поэтесса и детская писательница, замужем за агентом НКВД литератором И. С. Коноплиным[13].

## Произведения
- Кальманович С. Е. Царская расправа. М., 1928

### Рекомендуемые источники
- Н. А. Троицкий. Адвокатура в России и политические процессы 1866—1904 гг. Автограф: 2000—454 c.